# Mahasweta Devi
Mahasweta Devi (14 de enero de 1926 – 28 de julio de 2016) fue una escritora y activista india bengalí. Su obra literaria incluye Hajar Churashir Maa, Rudali, Aranyer Adhikar, etc. Trabajó para los derechos de los pueblos tribales (Lodha y Shabar) de los estados indios de Bengala Occidental, Bihar, Madhya Pradesh y Chhattisgarh.

## Primeros años
Mahasweta Devi nació en 1926 en la ciudad de Daca, capital de la provincia de Bengala (actual Bangladés) en los tiempos del Raj británico, de padres escritores. Su padre, Manish Ghatak, fue un poeta y novelista muy conocido del movimiento Kallol, quien usó el seudónimo Jubanashwa. El hermano de Ghatak fue el notable cineasta Ritwik Ghatak. La madre de Mahasweta, Dharitri Devi, también fue escritora y trabajadora social cuyos hermanos se distinguieron en campos diversos, como el escultor Sankha Chaudhury y el fundador y editor de Economic and Political Weekly of India, Sachin Chaudhury. La primera escuela a la que asistió Mahasweta fue en Daca, pero luego de la partición de la India se trasladó a Bengala Occidental. Completó su educación inicial en la escuela secundaria de niñas Midnapore Mission en Midnapore occidental en 1935. Asistió a la Universidad Vishvabharati, fundada por Rabindranath Tagore en Santiniketan y completó su Bachelor of Arts en inglés y luego accedió a una maestría en la Universidad de Calcuta.

## Carrera literaria y trabajo social

### Primera novela
Mahasweta Devi escribió más de 100 novelas y más de 20 colecciones de relatos breves en idioma bengalí pero muchos de ellos traducidos a otros idiomas. Su primera novela, Jhansir Rani, basada en la vida de la reina Lakshmibai de Jhansi, fue publicada en 1956. Recorrió la región de Jhansi para recolectar información y canciones tradicionales para la novela.

### Obras sobre sociedades tribales
En 1964 comenzó a enseñar en el Vijaygarh Jyotish Ray College (una universidad afiliadad al sistema de la Universidad de Calcuta). En aquellos días, esa universidad era una institución para mujeres de clase trabajadora. En ese período Mahasweta también trabajó como periodista y escritora creativa. Estudió los Lodhas y los Shabars, comunidades tribales de Bengala Occidental, mujeres y paria (casta) descastados. Visitó Bihar, Jharkhand, Madhya Pradesh en muchas oportunidades para mejorar su conocimiento de las sociedades tribales en esas regiones.
En su ficción describe la brutal opresión que sufren los pueblos tribales y los intocables por terratenientes de castas superiores, prestamistas y funcionarios corruptos. Devi ha señalado que estas comunidades son su fuentes de inspiración.

Siempre creí que la historia real está hecha por la gente común. Constantemente me encuentro con la reaparición, en diversas formas, de folclore, baladas, mitos y leyendas, llevadas por la gente común a través de generaciones. ... La razón y la inspración de mi escritura son esas personas que son explotadas y utilizadas, y que a pesar de ello no aceptan la derrota. Para mí, la interminable fuente de ingredientes para la escritura son estos extraordinariamente nobles y sufrientes seres humanos. ¿Por qué habría de buscar mi material crudo en otro lugar una vez que he comenzado a conocerlos? A veces parece que mi escritura es en realidad lo que hacen ellos.

### Activismo
Mahasweta Devi levantó su voz en numerosas oportunidades para denunciar la discriminación de las comunidades tribales en la India. En Birsa Munda Chowk, Ranchi, hay una estatua del legendario líder tribal Birsa Munda quien murió en prisión durante el dominio británico en 1900. La estatua lo muestra vistiendo turbante y dhoti, con sus manos encadenadas. Al parecer, los británicos lo han fotografiado con cadenas y esas fotografías se convirtieron en las únicas referencias para todas las representaciones de este héroe tribal que murió a los 25 años. Las cadenas también simbolizan su lucha por la libertad, suele señalarse. A pesar de ello, cada vez que Mahasweta Devi visitaba Jharkhand, reclamaba que Birsa Munda fuera desencadenado: «¿Por qué se encuentra encadenado todavía si India ya es libre?". En junio de 2016, el gobierno de Jharkhand decidió liberar a Birsa Munda de sus cadenas, 116 años después de su muerte, y muchos años después de que la escritora y activista comenzara con su reclamo.
Devi también ha encabezado la lucha contra la política industrial del Partido Comunista de la India en sus comienzos como partido gobernante de Bengala Occidental. En particular, ha reclamado enérgicamente en contra de la confiscación de grandes extensiones de tierra tradicionalmente destinada a la agricultura y la cesión de esas tierras a la industria a precios bajísimos. A partir de su liderazgo, numerosos intelectuales, artistas, escritores, y grupos de teatro se unieron para protestar contra esta controvertida política y su implementación en Singur y Nandigram.
En la Feria del Libro de Frankfurt de 2006, cuando India fue el primer país en ser huésped de la Feria por segunda vez, Devi estuvo a cargo de un emotivo discurso de apertura, en el que tomó estrofas de la famosa canción Mera Joota Hai Japani, de Raj Kapoor.

## Principales obras
Las principales obras de Mahasweta Devi son:
- Jhansir Rani (1956, biografía)
- Hajar Churashir Maa (1974, novela)
- Aranyer Adhikar (1979, colección de relatos breves)
- Agnigarbha (1978, colección de relatos breves)
- Murti (1979, colección de relatos breves)
- Neerete Megh (1979, colección de relatos breves)
- Stanyadayani (1980, colección de relatos breves)
- Chotti Munda Evam Tar Tir (1980, colección de relatos breves)

### Adaptaciones cinematográficas
- Sunghursh (1968), basado en su vida.
- Behula - Película de 1989[12]
- Rudaali (1993)
- Hazaar Chaurasi Ki Maa (1998)
- Maati Maay (2006),[13] basado en el relato breve Daayen[14]
- Gangor dirigida por Italo Spinelli, basada en su relato breve, Choli Ke Peeche, del libro Breast Stories.

## Vida privada
En 1947 se casó con el renombrado dramaturgo Bijon Bhattacharya, quien fue uno de los fundadores del Indian People’s Theatre Association (IPTA). En 1948 dio a luz a Nabarun Bhattacharya, quien más tarde sería novelista y crítico político. Trabajó en una oficina de correos, pero fue echada por su tendencia comunista. Posteriormente, realizaría varios trabajos, como vender jabones o escribir cartas en inglés para personas analfabetas. En 1962 se casó con el escritor Asit Gupta luego de divorciarse de Bhattacharya.

## Premios
- 1979: Premio Sahitya Akademi por su novela Aranyer Adhikar[17]
- Premio Padma Shri por su tarea social[18][17]
- 1996: Premio Jnanpith –el más importante premio literario de la organización Bharatiya Jnanpith[17]
- 1997: Premio Ramón Magsaysay[2][19]
- 1999: Honoris causa – Universidad Nacional Abierta Indira Gandhi
- 2006: Padma Vibhushan – la segunda distinción civil más importante del gobierno de la India[17]
- 2009: Nominada para el Premio Man Booker International[20]
- 2010: Yashwantrao Chavan National Award[21]
- 2011: Banga Bibhushan – la más alta distinción civil del gobierno de Bengala Occidental[22]

## Muerte
El 23 de julio de 2016, Devi sufrió un ataque cardíaco y fue internada en la clínica Belle Vue de Kolkata. El 28 de julio de 2016 murió a causa de fallo orgánico múltiple. También sufría diabetes, septicemia e infección urinaria.
Ante su muerte, Mamata Banerjee, la primera ministra de Bengala Occidental, publicó por medio de Twitter: «India ha perdido a una gran escritora. Bengala ha perdido una madre gloriosa. Yo he perdido a una guía personal. Mahasweta Devi descansa en paz.» El primer ministro Narendra Modi por su parte, escribió: «Mahashweta Devi ilustró maravillosamente el poder de la pluma. Una voz de compasión, igualdad y justicia, nos deja una gran tristeza. RIP».